# Elisa Hall de Asturias
Elisa Hall Sánchez de Asturias (Ciudad de Guatemala, 26 de febrero de 1900-ibídem, 20 de mayo de 1982) fue una escritora e intelectual guatemalteca, hija del poeta, traductor y académico Guillermo Francisco Hall Avilés y de Elisa Sánchez.

## Biografía
Elisa Hall fue la única hija mujer en una familia de cinco hermanos, en la que creció rodeada de un ambiente dedicado al estudio y a la literatura. De ahí que ella empezara a escribir con tan solo doce años; entre sus hermanos se encontrara el poeta Guillermo Roberto Hall.  

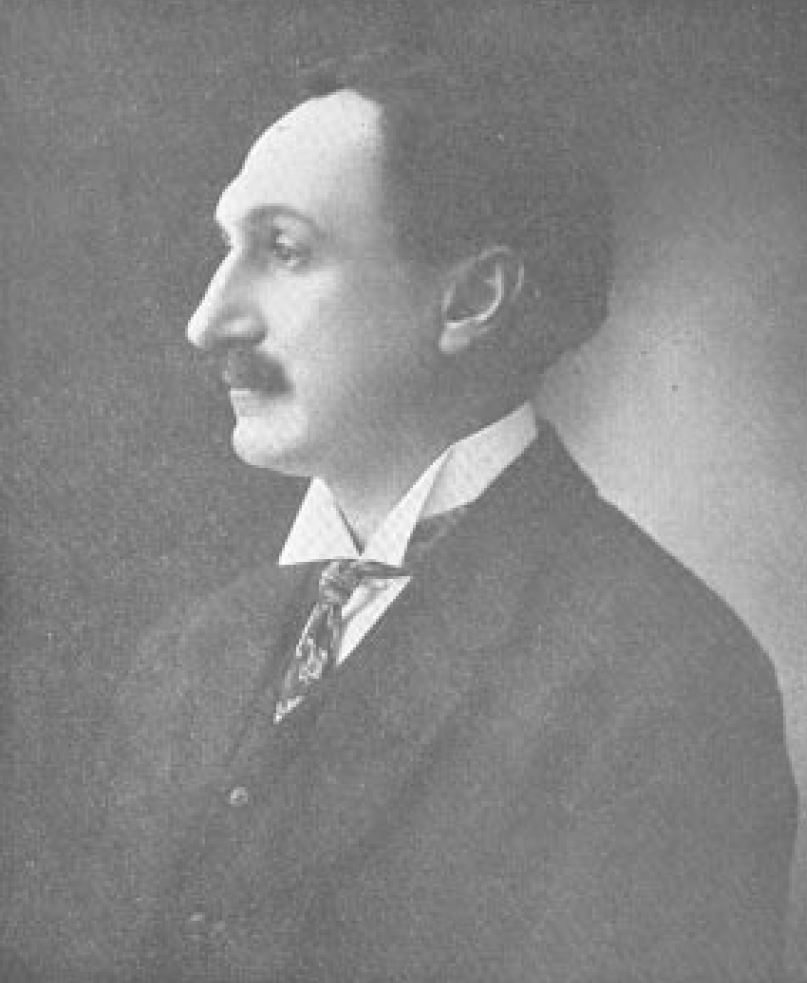
El renombrado escritor y diplomático guatemalteco Máximo Soto Hall era primo de Elisa Hall de Asturias.

| El círculo intelectual de Elisa Hall quedó plasmado en la carta que el renombrado escritor español Benito Pérez Galdós le escribió cuando ella tenía tan sólo dieciséis años de edad: Santander, y septiembre 20/1916 Sta.[sic] María Elisa Hall Amiga mía: Doy a usted este dulce nombre autorizado por su amable carta que en forma simpática y candorosa me revela una inteligencia no común y aficiones literarias que rara vez apreciamos en niñas de 16 años. Me complace y enorgullece la predilección que siente usted por mis obras. Y agradeciendo a usted el honor que me hace, tengo el gusto de contar a usted entre mis mejores amigas. Con este motivo le besa manos y pies su affmo. [sic] Benito Pérez Galdós. |

Hall creció entre escritores y poetas, y así lo revela su álbum de recuerdos, que entre 1911 y 1917 contempla páginas autógrafas de famosas plumas. Este ambiente cultural no es nuevo para la familia de Hall, quienes siempre habían estado envueltos de un halo intelectual y artístico:
- Guillermo Francisco Hall Avilés, su padre: hijo del famoso poeta y concertista de piano Eduardo Hall.[b]  Fue miembro fundador de la Academia Guatemalteca de la Lengua.
- Francisco Fernández Hall (Haroldo): primo de Elisa Hall. Escritor y poeta.
- Máximo Soto Hall: primo. Escritor y poelta.
- Francisca Fernández-Hall de Arévalo:  sobrina. Poetisa e ingeniera[1]

### Persecución de Guillermo F. Hall
En 1900, Guillermo Hall, nieto de William Hall — primer vicecónsul de Inglaterra en Guatemala—, fue nombrado presidente del Banco Agrícola Hipotecario, y en 1903 tuvo un conflicto por un préstamo no pagado con la firma «Bolaños Hermanos» y por la venta no autorizada de una propiedad del banco por la firma de los Bolaños al gobierno de Guatemala. El asunto fue tan grave, que se saldó con un altercado entre Hall y León Bolaños, uno de los dueños de la firma: como resultado, Hall terminó preso y Bolaños perdió el pulgar izquierdo como consecuencia de un tiro de revólver que le asestó Hall luego de Bolaños lo atacara con un bastón.  Tras unos días en prisión, Hall salió libre bajo fianza y el asunto judicial quedó pendiente; cuando todavía no se había resuelto y Hall ya había dejado de ser el presidente del Banco Agrícola Hipotecario, hubo una reunión con los inspectores de bancos, los españoles Antonio de Arcos y Antonio Macías del Real, el 29 de enero de 1904.
De acuerdo a lo escrito por Hall en un manuscrito que dejó a su familia, y que Rafael Arévalo Martínez refiere en su libro ¡Ecce Pericles!, la reunión tenía por objetivo despedir al gerente, Alejandro Prentice, para colocar a un gerente que pudiera manejar a su antojo el presidente Estrada Cabrera y así poder hacer emisiones ilimitadas de billetes y préstamos favorables al gobierno. De acuerdo a Hall, cuando terminó de leer su informe favorable a la gestión de Prentice, y cuando este fue confirmado en su puesto por la junta directiva, Macías del Real le increpó airadamente su postura indicándole que había ofendido al Supremo Gobierno y que tenía que rendir explicaciones al Ministerio de Fomento por la hostilidad que el Banco Agrícola tenía contra los inspectores bancarios.  Según Hall, el incidente fue exagerado por Macías del Real cuando este se lo relató a Estrada Cabrera, pues a partir de ese momento el presidente empezó a perseguirlo, eventualmente enviándole a encerrar a la Penitenciaría Central por el balazo que le metió a Bolaños.  Tras pagar una fianza de cuarenta mil pesos —de acuerdo a Arévalo Martínez, la más alta jamás impuesta en Guatemala hasta entonces, Hall quedó en libertad el 11 de abril de 1904, pero Bolaños y el diputado Adrián Vidaurre se quejaron de posible cohecho por parte de Hall y de que por ser británico había tenido trato preferencial; tras un largo y difícil proceso judicial, Hall fue enviado nuevamente a la Penitenciaría el 2 de marzo de 1905.
Guillermo Hall fue liberado por su esposa el 11 de enero de 1906; días más tarde, el 16 de enero, Elisa S. de Hall fue liberada de la casa de recogidas a donde había sido remitida, ya que Estrada Cabrera no se atrevió a actuar de otro modo, ya que ella recibía visitas de varios miembros de la élite guatemalteca. Sin embargo, la familia tuvo que salir al exilio.
Los familiares y amigos de la familia Hall en Honduras y en El Salvador los ayudaron durante su exilio forzoso; el padre de Elisa Hall, Guillermo F. Hall, había nacido en Comayagua en 1856, capital entonces de Honduras. Por otro lado, otros miembros de la familia Hall vivían en El Salvador; Laura Hall, tía suya, educada en el Convento de La Sainte Union des Sacrés Coeurs en Londres, pasó del Instituto Normal Central para Señoritas Belén de Guatemala al Colegio Normal de Señoritas de San Salvador en 1883.

### Exilio en El Salvador
Elisa Hall llegó a San Salvador en agosto de 1913, y allí se encontraba cuando ocurrieron los catastróficos terremotos de 1917, razón por la cual sus padres la trasladaron nuevamente a Guatemala. Pero en diciembre de ese mismo año, la Ciudad de Guatemala padeció los terremotos de diciembre de 1917 y principios de 1918, que destrozaron la ciudad.
Hall, quien ya contaba con 18 años de edad, era en ese momento una joven mujer entregada al estudio y a la lectura seria de obras literarias. Su cultura, su ingenio y su picardía la hacían destacar sobre el resto de las jóvenes de su época. Hall quiso acceder a la Facultad de Ciencias Médicas de la Universidad Nacional pero, por su condición de fémina no fue admitida. Sin embargo, esta barrera no la condicionó para poner en práctica sus conocimientos médicos adquiridos a través de los libros: sus familiares cuentan cómo Elisa Hall logró enderezar las piernas de un niño, colocándole yeso de tal forma que sus extremidades se encauzaran, creciendo firmes y rectas.
A finales de la segunda década del siglo xx, Hall conoció a quien sería su futuro esposo: José Luis Asturias Tejada, hijo de Antonio Acisclo Asturias Asturias y de Elisa Tejada Asturias de Asturias. Los dos jóvenes se casaron el 3 de febrero de 1923 y los siguientes años Hall de asturias los pasó atendiendo a su familia y a la lectura de obras literarias.

## Obras literarias

### Madre maya
A mediados de la década de 1920, Hall de Asturias escribió una novela inédita que denominó «Madre Maya», la cual versaba sobre los estragos del alcohol a través de las diversas clases sociales. El pedagogo Alberto Masferrer, quien estuvo en esos momentos en Guatemala trabajando en el método educativo guatemalteco por solicitud del presidente Lázaro Chacón, señaló que la obra «es como un velo que se descorre para mostrarnos de una vez una inteligencia esclarecida y fuerte, al servicio de una conciencia valerosa y activa».
| "Hay páginas y cuadros en esa novela, tan reales, tan punzantes, a veces tan crudos, que únicamente podría superarlos Zola, pues la característica de Elisa como escritora, es su potencialidad pictórica; tan viva, aguda y acuciosa, que más bien habrá ella de reprimirla que no aguzarla, si no quiere que llegue a ser un grave defecto de su arte". —Alberto Masferrer |

### Semilla de Mostaza

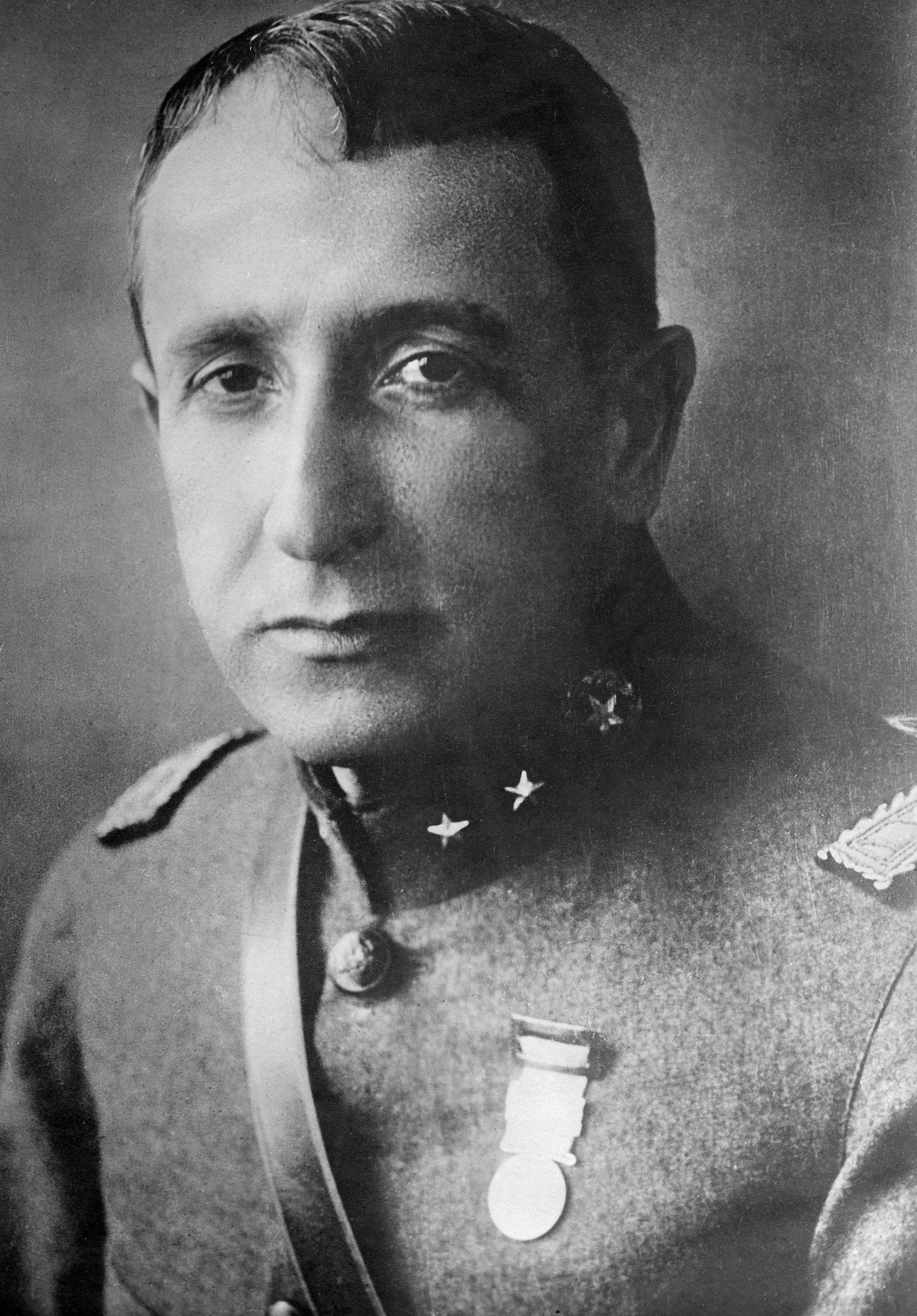
General Jorge Ubico. Patrocinó la publicación de «Semilla de mostaza» en los talleres de la tipografía Nacional en 1938.

Durante aquellos años de convivencia con la familia Asturias, Elisa Hall se familiarizó con el trabajo monumental que su suegro, Antonio Asturias, realizaba con el afán de mantener al día la genealogía de la familia Asturias, desde el arribo del primer antepasado, Sancho Álvarez de Asturias, a Guatemala en la segunda mitad del siglo xvii. Además, Antonio Asturias poseía una riquísima biblioteca, en la cual leía Hall interesada en esas historias antiguas que contemplaban las emigraciones que dieron lugar a la población de Escocia e Irlanda, así como al origen de la nobleza de España. Fue así cómo Hall concibió la idea de escribir «Semilla de Mostaza», obra monumental que, según el manuscrito de trescientos cuarenta y tres folios, inició el 5 de febrero de 1937 y finalizó el 3 de febrero de 1938, a las 3:36 de la tarde. Hall de Asturias se documentó profundamente sobre la época de Sancho Álvarez de Asturias para escribir unas memorias que, narradas en primera persona y con un lenguaje arcaico, cuentan la vida en España del número uno de la genealogía, don Sancho, y el porqué de su emigración al Nuevo Mundo en 1666. En mayo de 1937, su padre, Guillermo F. Hall, llevó a la Academia Guatemalteca de la Lengua a la cual pertenecía, los primeros capítulos de la obra que su hija estaba escribiendo, y a quien tanto él como su hijo Guillermo ayudaban pasando el texto a máquina.
La primera edición de Semilla de mostaza se imprimió en octubre de 1938 y contó con una tirada de mil ciento cincuenta ejemplares de cuatrocientas dieciséis páginas, impresos con el respaldo del gobierno del presidente general Jorge Ubico Castañeda, en los talleres de la Tipografía Nacional. Esta primera edición fue cuidadosamente revisada por la escritora y primorosamente adornada por ella misma con dibujos y vírgulas en la carátula e interiores.

#### Polémica
El libro de Hall causó general estupefacción entre sus lectores; todos coincidían en que se trataba de una obra maestra comparable con la producción de Lope de Vega, de Luis de Góngora y de Miguel de Cervantes, y que no solo iba a enriquecer a las letras guatemaltecas, sino a las del continente y a la literatura universal. El periodista Federico Hernández de León lo expresó así en el Diario de Centro América: «…el parecer uniformado se expresó en cálidos elogios: había desenfado, agilidad y donaire, sabor de vino rancio y color de oro viejo…».  Pero algunos críticos dudaron de que «Semilla de mostaza» -por ser una obra de arte magistral- pudiese ser obra de una mujer que se daba a conocer con semejante monumento escritural en el mundo de las letras y que, además, no había cursado universidad alguna, sino que había estudiado en la intimidad de su hogar. Estos críticos consideraban que era imposible que una fémina fuese capaz de manejar la pluma de manera tan maravillosa y amena. Este fue motivo suficiente para que se desencadenara un debate en torno a la autoría de la obra.
"En la marejada periodística que se levantó aquellos días, los que estaban en contra de la autoría de Elisa Hall, como fue el caso de César Brañas, José Valle, Carlos Gándara, Carlos Samayoa o Malín d’Echevers entre otros, siguieron mostrando sus dudas al respecto, pero sin hacer referencia a ninguna prueba. A este bando se le denominó periodísticamente como el de los “incrédulos”. Por otro lado, los que respaldaron a la autora, a quienes se les llamó el grupo de los “creyentes”, como Manuel Cobos Batres, Luz Valle, Mary F. de Carrillo, José Rodríguez Cerna, Francisco Fernández Hall y Napoleón Viera Altamirano, entre otros, trataron de probar la autoría de Hall. Escritores de novela histórica como Rafael Arévalo Martínez[1] y J. Fernando Juárez Muñoz[2] pasaron del bando de los “incrédulos” al de los “creyentes”, pidiendo disculpas a la escritora por haber desconfiado de ella.  
Elisa Hall, sin tener nada más que añadir, decidió continuar escribiendo la segunda parte de las memorias, Mostaza. Sin embargo, diariamente aparecían artículos periodísticos que la atacaban directamente por su silencio[3], que hacían falsas acusaciones o contaban ciertos hechos de forma tergiversada[4], por no citar las viñetas satíricas que aparecían diariamente en Nuestro Diario, llamadas “¡Zas!”, haciendo referencia a la polémica. Tal llegó a ser la desesperación de la autora, que pidió la intervención de la Cancillería[5], pues opinaba que, al haber sido la Tipografía Nacional del gobierno el órgano que había editado su obra, entendía que este estaría interesado en desenmascarar a quien supuestamente los había estafado. Solicitó que su obra fuera sometida a estudio por críticos ajenos a su país, por expertos o filólogos españoles que probaran que su obra no pudo ser escrita en el Siglo de Oro. Cabe subrayar como preámbulo al análisis de Mostaza que todos estos quebrantos e incluso amenazas[6] los sufrió Elisa Hall mientras escribía esta segunda parte, de manera que, como venganza, en esta continuación de las memorias de don Sancho, aparecen como personajes, perfectamente retratados y satirizados, quienes dudaron de su capacidad de escritora.
Con la aparición de Mostaza, quienes la atacaban ya no cuestionaron su autoría, y simplemente opinaron que era de inferior calidad que la anterior[7]. Su intención era escribir una tercera parte que se llamaría “Mostaza en flor”, en la que se desenlazarían los acontecimientos anticipados en la segunda parte. Sin embargo, amargada por los ataques mordaces con los que continuó el grupo de detractores, la autora perdió el interés por la escritura y se dedicó a pintar al óleo, a la acuarela y a su huerta-jardín.

### Mostaza
Elisa Hall respondió a las críticas publicando «Mostaza» en octubre de 1939 a manera de demostrar sus cualidades literarias. Esta continuación de la narración de las memorias de don Sancho, donde aparecen de protagonistas, perfectamente retratados, quienes dudaron de su capacidad de escritora en innumerables aventuras acaecidas en Santiago de los Caballeros de Goathemala, cargadas de una picardía, de un humor y de un ingenio que contrastan con la seriedad y solemnidad de los capítulos dedicados a los funerales del Hermano Pedro, que fuera contemporáneo de don Sancho. La polémica continuó y a pesar de que pasaran varios años todavía se hablaba del caso de «Semilla de mostaza». Con la aparición de «Mostaza», quienes la atacaban ya no dijeron que esta obra no era de ella, sino simplemente que era inferior calidad que la original; los defensores, por su parte, satisfechos de ver retratados a quienes bien conocían por el bando de los contrarios, fueron bajando la guardia; y así, el debate se fue diluyendo.
En 1977, Orlando Falla Lacayo expuso entre sus conclusiones: "1. Creo que la autora debió documentarse, para escribir su novela, en literatura geográfica e histórica de la España de Felipe IV; pero se nota que, a veces, se deja llevar de su fantasía no siempre verosímil; 2. En la controversia que se entabló en la prensa de 1938, se nota mucha superficialidad. Hay poca atención a la novela misma. Se argumenta contra la originalidad de la obra, afirmando que no podía una autora, mujer y desconocida, haber escrito una obra “tan maravillosa”; 3. No encontré suficientes elementos de juicio para decidir la contienda sobre la originalidad e la obra. El análisis interno lleva a la conclusión primera. Hay rasgos ciertamente posteriores al siglo XVII." En junio de 2011, la filóloga española Gabriela Quirante Amores llevó a cabo un estudio filológico con el que demostró, más allá de toda duda, que Elisa Hall era la autora de Semilla de mostaza.  Las pruebas relativas al contenido y a la documentación histórica, así como los indicios formales, ideológicos y lingüísticos presentadas por Quirante en su estudio filológico son determinantes e incuestionables.

## Muerte
Con el paso del tiempo, Elisa Hall, un poco amargada por los ataques del pequeño grupo de detractores, perdió el interés por la escritura y se dedicó a pintar al óleo, a la acuarela y a su huerta-jardín. Tenía más de 60 años cuando comenzó a estudiar francés y pasó hasta el último día de su vida, y especialmente de sus noches, leyendo libros, estudiando enciclopedias y revistas especializadas. En 1981, cuando Hall contaba con 81 años de edad, aquejada de cataratas y muy cerca de su muerte, quiso dejar señaladas las partes históricas y las fuentes en las que se había documentado para escribir su obra. La justificación de su autoría sobre «Semilla de mostaza» se convirtió en una obsesión para Hall de Asturias hasta los últimos días de su vida. La autora guatemalteca murió en Guatemala el 20 de mayo de 1982 rodeada de su familia. De ella se conocen, además, algunos versos libres de singular belleza.

### Obras de Hall de Asturias
- Hall de Asturias, Elisa (2012). Semilla de Mostaza. Guatemala: Magna Terra.
- — (2012). Mostaza. Guatemala: Magna Terra.

- Datos: Q2884666